# New Straitsville
New Straitsville – wieś w Stanach Zjednoczonych, w stanie Ohio, w hrabstwie Perry.